# Siêu cúp bóng đá Việt Nam 2005
Trận Siêu Cúp bóng đá Quốc gia – IZZI Cup 2005 là trận chung kết lần thứ 7 trong lịch sử của Siêu cúp bóng đá Việt Nam do Liên đoàn bóng đá Việt Nam phối hợp với Báo Tiền Phong đồng tổ chức. Trận đấu diễn ra lúc 16h00 ngày 1 tháng 1 năm 2006 giữa hai đội bóng Gạch Đồng Tâm Long An (Là nhà vô địch Giải bóng đá vô địch quốc gia 2005) và Mitsustar Hải Phòng (Là đội bóng đoạt á quân của Giải bóng đá Cúp Quốc gia 2005 trên Sân vận động Lạch Tray thuộc Thành phố Hải Phòng. Kết quả chung cuộc, Mitsustar Hải Phòng lội ngược dòng thành công để đánh bại Gạch Đồng Tâm Long An với tỷ số 2-1, qua đó lên ngôi vô địch lần đầu tiên .

## Thông tin trước trận đấu
Bối cảnh
Siêu Cúp Quốc gia nằm trong hệ thống thi đấu thường niên của Liên đoàn bóng đá Việt Nam. Siêu Cúp Quốc gia là trận đấu dành cho hai đội bóng vô địch giải Vô địch Quốc gia và đội đoạt Cúp Quốc gia. Như đã biết, tại mùa bóng 2005, Gạch Đồng Tâm Long An đã xuất sắc giành cả hai danh hiệu: Vô địch giải Vô Địch Quốc gia và đoạt Cúp Quốc gia. Theo điều 34 của Quy chế Bóng Đá CN, nếu một đội Câu lạc bộ đoạt cả hai danh hiệu này thì Câu lạc bộ xếp thứ Nhì giải Cúp Quốc gia sẽ được quyền tranh Siêu Cúp với Câu lạc bộ Vô địch Quốc gia. Chiếu theo điều khoản này, Siêu Cúp 2005 sẽ là cuộc tranh tài giữa Gạch Đồng Tâm Long An (Vô địch Quốc gia) và Mitsustar Hải Phòng (Á quân Cúp Quốc gia).
Phía chủ nhà, Đội bóng đất Cảng muốn co danh hiệu Siêu cúp Quốc gia lần đầu tiên trong khi đội khách cũng khao khát chiếc Siêu cúp để xác lập kỷ lục đội bóng lần đầu tiên đoạt cú ăn ba trong một mùa giải .
Điều lệ của trận đấu
Theo điều lệ, trận Siêu Cúp bóng đá Quốc gia lần thứ 7 – IZZI Cup 2005 được tổ chức vào 15h30 ngày 1/1/2006 trên sân Lạch Tray. Hai đội thi đấu theo thể thức hòa trong 90 phút sẽ đá luân lưu 11m để xác định đội đoạt Siêu Cúp. Cơ cấu giải thưởng:
- Đội thắng: Cúp, bảng danh vị, huy chương và tiền thưởng 150 triệu đồng
- Đội thua: Bảng danh vị, huy chương và tiền thưởng 70 triệu đồng
- Cầu thủ ghi bàn thắng đầu tiên của trận đấu: 3 triệu đồng
- Cầu thủ xuất sắc nhất trận đấu: 3 triệu đồng [6].

## Chi tiết trân đấu
| Mitsustar Hải Phòng                                                                  | 2 – 1    | Gạch Đồng Tâm Long An                                               |
| ------------------------------------------------------------------------------------ | -------- | ------------------------------------------------------------------- |
| Đặng Văn Thành 62' · Julien 84' · Đào Thế Phong 44' 90+2' 90+2' · Mai Ngọc Quang 92' | Chi tiết | Nguyễn Văn Hùng 49' · Nguyễn Thanh Trúc 17' · Nguyễn Ngọc Thanh 92' |

| MITSUSTAR HẢI PHÒNG: |  |                     |
|                      |  |                     |
| TM                   |  | Đặng Tuấn Điệp      |
|                      |  | Mai Ngọc Quang      |
|                      |  | Nguyễn Trường Giang |
|                      |  | Ngô Anh Tuấn        |
|                      |  | Đào Thế Phong       |
|                      |  | Nguyễn Khánh Hùng   |
|                      |  | Đặng Hồng Trường    |
|                      |  | Addallaa            |
|                      |  | Đặng Văn Thành      |
|                      |  | Tostao              |
|                      |  | Julien              |
| Huấn luyện viên:     |  |                     |
| Luis Alberto         |  |                     |

| GẠCH ĐỒNG TÂM LONG AN: |    |                    |
|                        |    |                    |
| TM                     | 1  | Phan Văn Santos    |
|                        |    | Võ Phi Thường      |
|                        |    |                    |
|                        |    |                    |
| TĐ                     | 10 | Nguyễn Việt Thắng  |
| TĐ                     | 9  | Tshamala Kabanga   |
| TĐ                     | 11 | Antonio Carlos     |
| TV                     | 23 | Phan Văn Tài Em    |
| TV                     | 7  | Nguyễn Minh Phương |
|                        |    |                    |
|                        |    |                    |
| Cầu thủ dự bị:         |    |                    |
| Cầu thủ dự bị:         |    |                    |
| Huấn luyện viên:       |    |                    |
| Huỳnh Ngọc San         |    |                    |

| THÔNG TIN TRẬN ĐẤU ĐIỀU HÀNH TRẬN ĐẤU - Giám sát trận đấu: Mai Đức Chung - Giám sát trọng tài: Đoàn Phú Tấn - Trợ lý trọng tài 1: Nguyễn Phong Vũ - Trợ lý trọng tài 2: Nguyễn Ngọc Châu - Trọng tài thứ tư: Phạm Quốc Dũng | QUY ĐỊNH TRẬN ĐẤU - Thời gian thi đấu 90 Phút (Mỗi hiệp 45 phút, nghĩ giữa hiệp 15 phút). - Đá luân lưu nếu tỷ số hòa. - Mỗi đội được đăng ký 25 cầu thủ, trong đó có 5 cầu thủ ngoại và ra sân cùng lúc tối đa 3. - Tối đa thay người 3 cầu thủ. |

| Siêu cúp bóng đá Việt Nam năm 2005 Nhà vô địch |
| ---------------------------------------------- |
| Mitsustar Hải Phòng Vô địch lần thứ nhất       |